# Bernard Barsi

Erzbischofswappen von Bernard Barsi mit dem Wahlspruch Instaurare omnia in Christo (Alles in Christus erneuern)

Bernard César Augustin Barsi (* 4. August 1942 in Nizza; † 28. Dezember 2022 ebenda) war ein französischer Geistlicher und römisch-katholischer Erzbischof von Monaco.

## Leben
Bernard Barsi empfing am 28. Juni 1969 die Priesterweihe. Nach Tätigkeiten in der Seelsorge von 1969 bis 1991 war er von 1991 bis 2000 Generalvikar in Nizza und von 1997 bis 1998 zudem Administrator der Diözese.
Papst Johannes Paul II. ernannte ihn am 16. Mai 2000 zum 12. Bischof und 3. Erzbischof von Monaco. Die Bischofsweihe spendete ihm der Bischof von Nizza, Jean Bonfils SMA, am 8. Oktober desselben Jahres; Mitkonsekratoren waren der Erzbischof von Rennes, François Saint-Macary, und sein Amtsvorgänger Joseph-Marie Sardou TD.
Barsi war Mitglied des Ausschusses für Katechese und Katechumenat der französischen Bischofskonferenz, Kaplan der Bruderschaft der Büßer (Confréries de pénitents) und Großprior der Statthalterei Monaco des Ritterordens vom Heiligen Grab zu Jerusalem.
Er leitete die Trauerfeier zur Beisetzung von Fürst Rainier III. und 2011 die Trauung von Fürst Albert II. und Charlene Wittstock im Palast-Innenhof.
Papst Franziskus nahm am 21. Januar 2020 seinen altersbedingten Rücktritt an.
Nachdem er am 24. Dezember 2022 wegen Herzstillstand in ein Krankenhaus in Nizza eingeliefert worden war, starb er vier Tage später im Alter von 80 Jahren.

## Ehrungen und Auszeichnungen
- Ritter der Ehrenlegion (2020)[4]
- Offizier des Grimaldi-Orden (2011)[5]
- Kommandeur des Orden des heiligen Karl (2018)[6]
- Komtur mit Stern des Ritterorden vom Heiligen Grab zu Jerusalem
- Großoffizier des Orden der Heiligen Mauritius und Lazarus
- Kommandeur des Konstantinorden